# HMS Prince Eugen

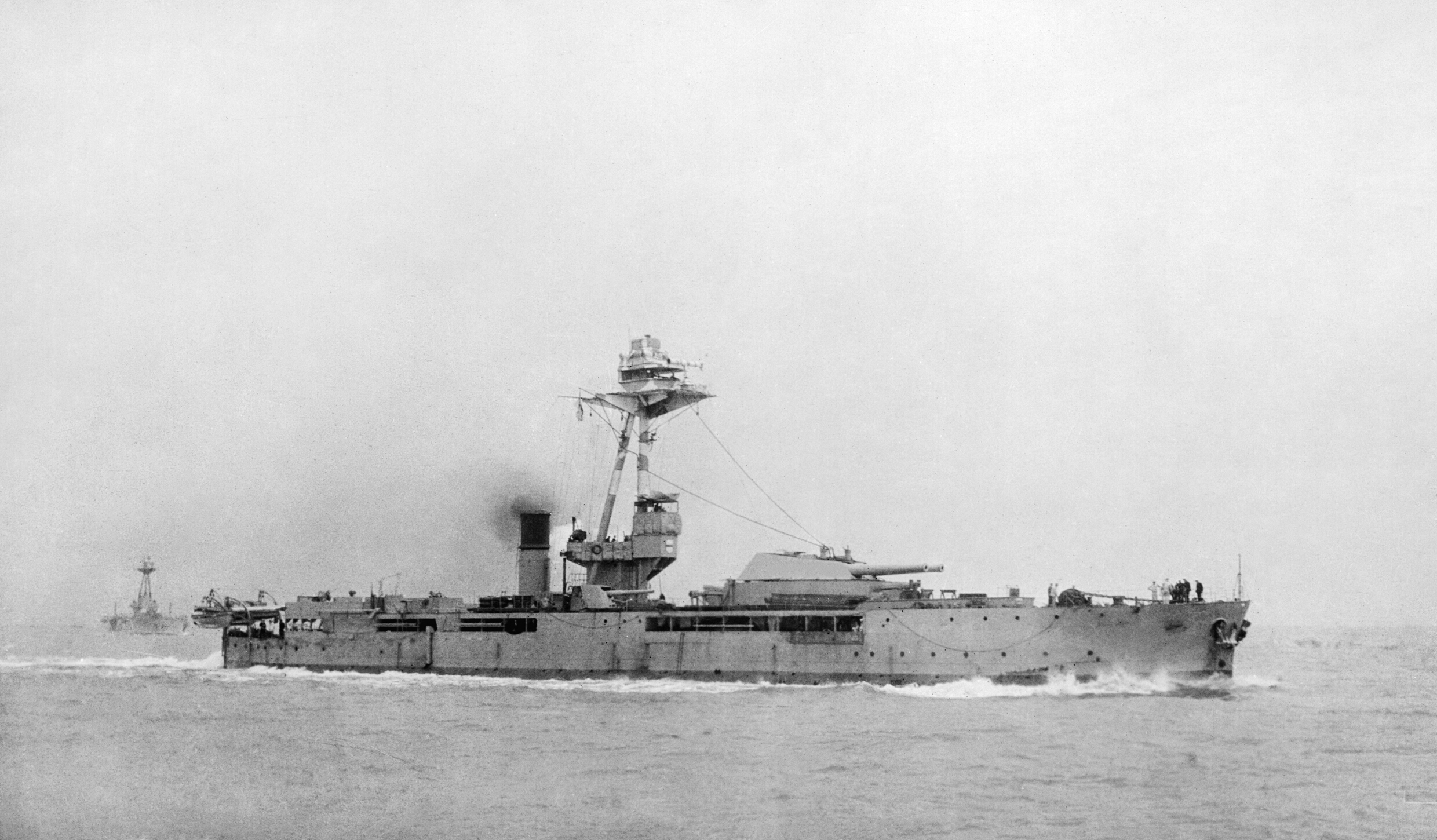
HMS General craufurd, buque gemelo de prince eugen

HMS Prince Eugene fue un monitor  construido para la Royal Navy en 1915 para realizar bombardeos en tierra durante la Primera Guerra Mundial .      

## Diseño
. Los barcos lord clive tenían una longitud total de 102 metros, un haz máximo de 26,6 metros , y un calado profundo de 3 metros Desplazó 5850 toneladas largas (5943,9 t)    con carga profunda . Para mejorar la estabilidad, 15 pies (4,6 m) se incorporaron protuberancias de torpedos en el casco. Su tripulación contaba con 12 oficiales y 182 marineros .
Prince Eugene estaba propulsado por un par de motores de vapor de triple expansión de cuatro cilindros, cada uno de los cuales impulsaba un eje de hélice utilizando el vapor proporcionado por dos calderas acuotubulares que quemaban carbón. 

## Construcción y carrera
El barco fue depositado el 1 de febrero de 1915 en el astillero Govan de Harland and Wolff, botado el 14 de julio y puesto en servicio el 2 de septiembre.
Durante un reacondicionamiento de diciembre de 1918 a marzo de 1918, Prince Eugene se modificó para aceptar un solo 18 pulgadas (457 mm) pistola en un montaje de recorrido limitado detrás de su embudo . La entrega de las monturas fue lenta y el barco no había recibido las suyas al final de la guerra en noviembre de 1918. Prince Eugene fue dado de baja a principios de 1919 

## Citas
1. ↑  Buxton, pp. 45, 77
2. ↑  Colledge, p. 276
3. ↑  Buxton, p. 77